# Гданська мечеть
Гданська мечеть, Мечеть імені Джамал аль-Діна Аль-Афгані (пол. Meczet im. Dżamaluddina Al-Afganieniego) — мечеть у місті Гданськ.

## Історія
Мечеть була збудована завдяки мусульманській громаді Труймяста, пожертвам ісламських країн і студентам з арабських країн, які масово приїжджали до Гданська у 1980-х роках. Будівництво самого храму було завершено у 1990 році. Роботи тривали шість років, і в результаті була побудована третя в країні і перша цегляна мечеть. Названо на честь поета і філософа, основоположника панісламізму — Джамал аль-Діна Аль-Афгані.
Мечеть використовується для богослужінь громадою місцевих татар-липок.

## Галерея

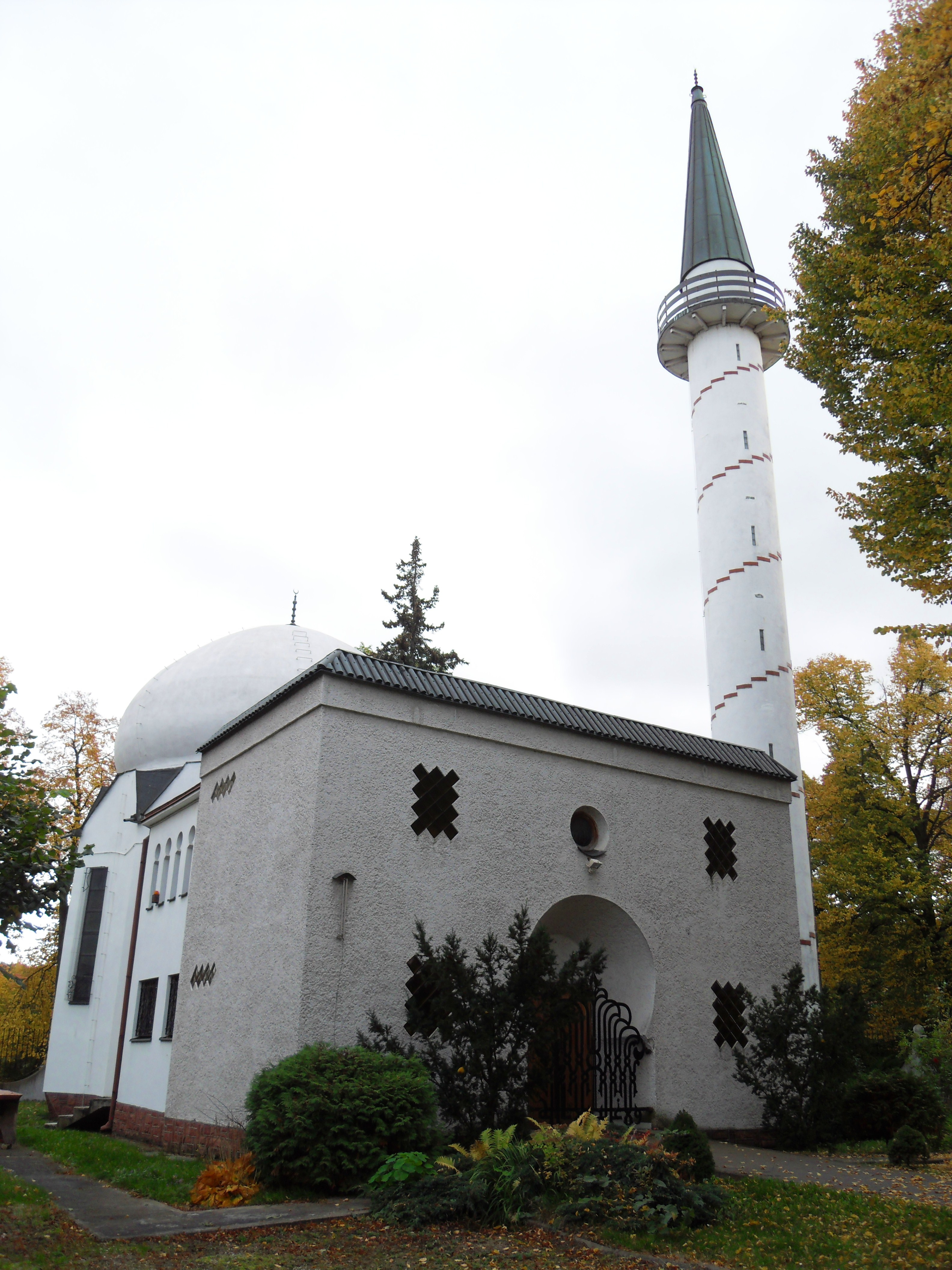
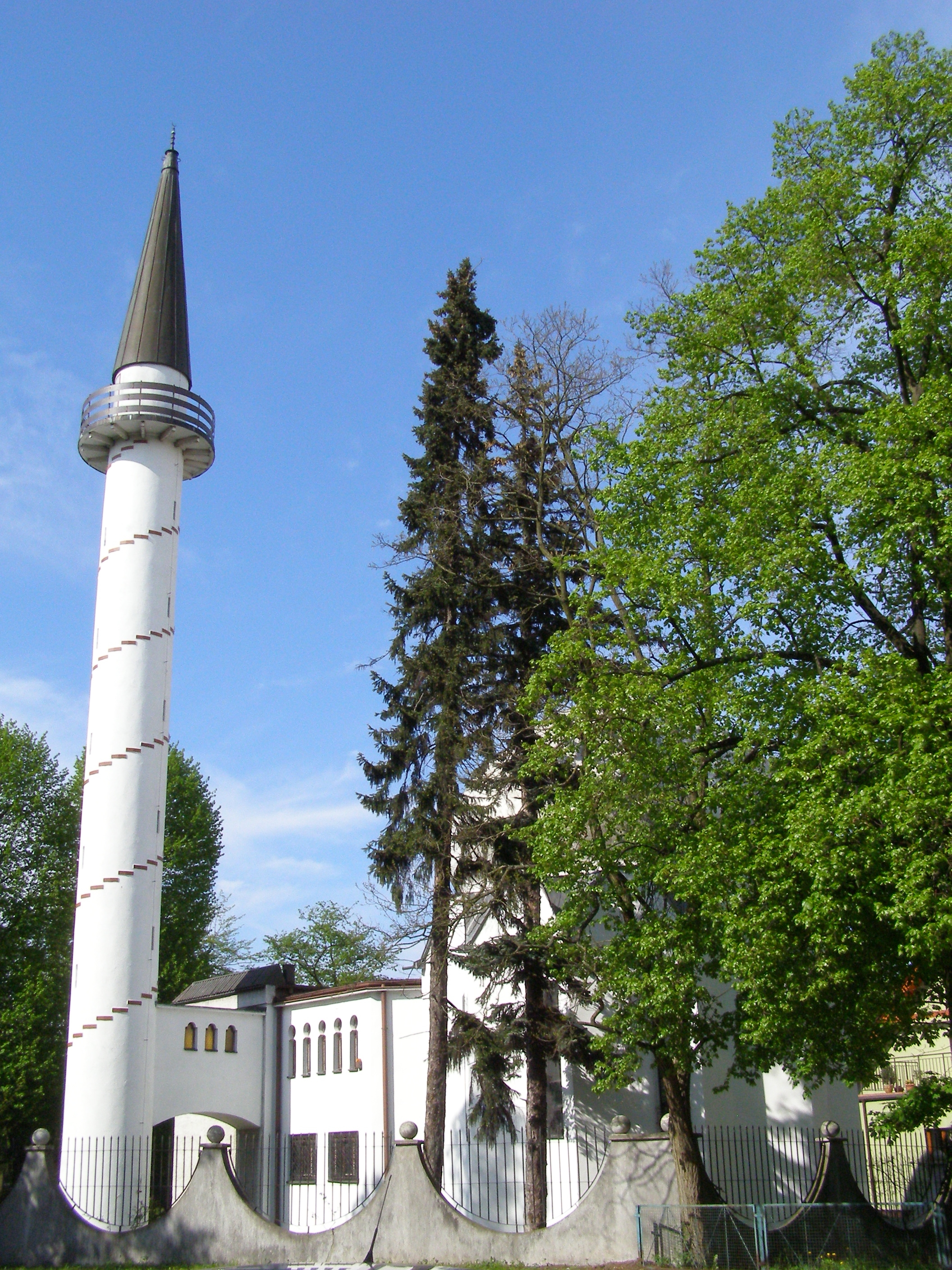